# 美光科技
美光科技公司（英語：Micron Technology, Inc.，NASDAQ：MU），簡稱美光科技，是美國一家總部位於愛達荷州波夕的半导体制造公司，於1978年由Ward Parkinson、Joe Parkinson、Dennis Wilson和Doug Pitman創立。其主要業務為生產各種半導體元件，包括動態隨機存取存儲器，閃存和固態驅動器；其主要產品包括DRAM、NAND快閃記憶體、CMOS影像感測器、其它半導體元件和記憶體模組。

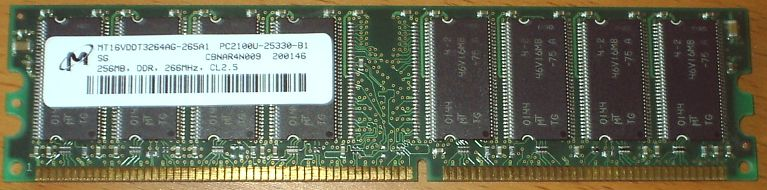
美光DDR RAM 266 MHz

## 歷史
1978年10月，「美光科技」正式成立。

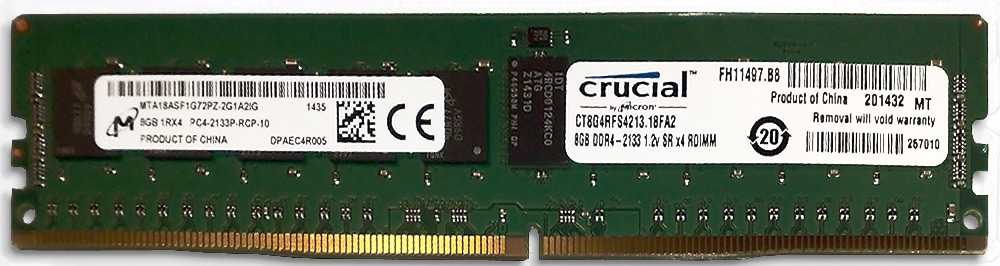
DDR4 RDIMM featuring both Micron logo (far left) and Crucial logo (centre right).

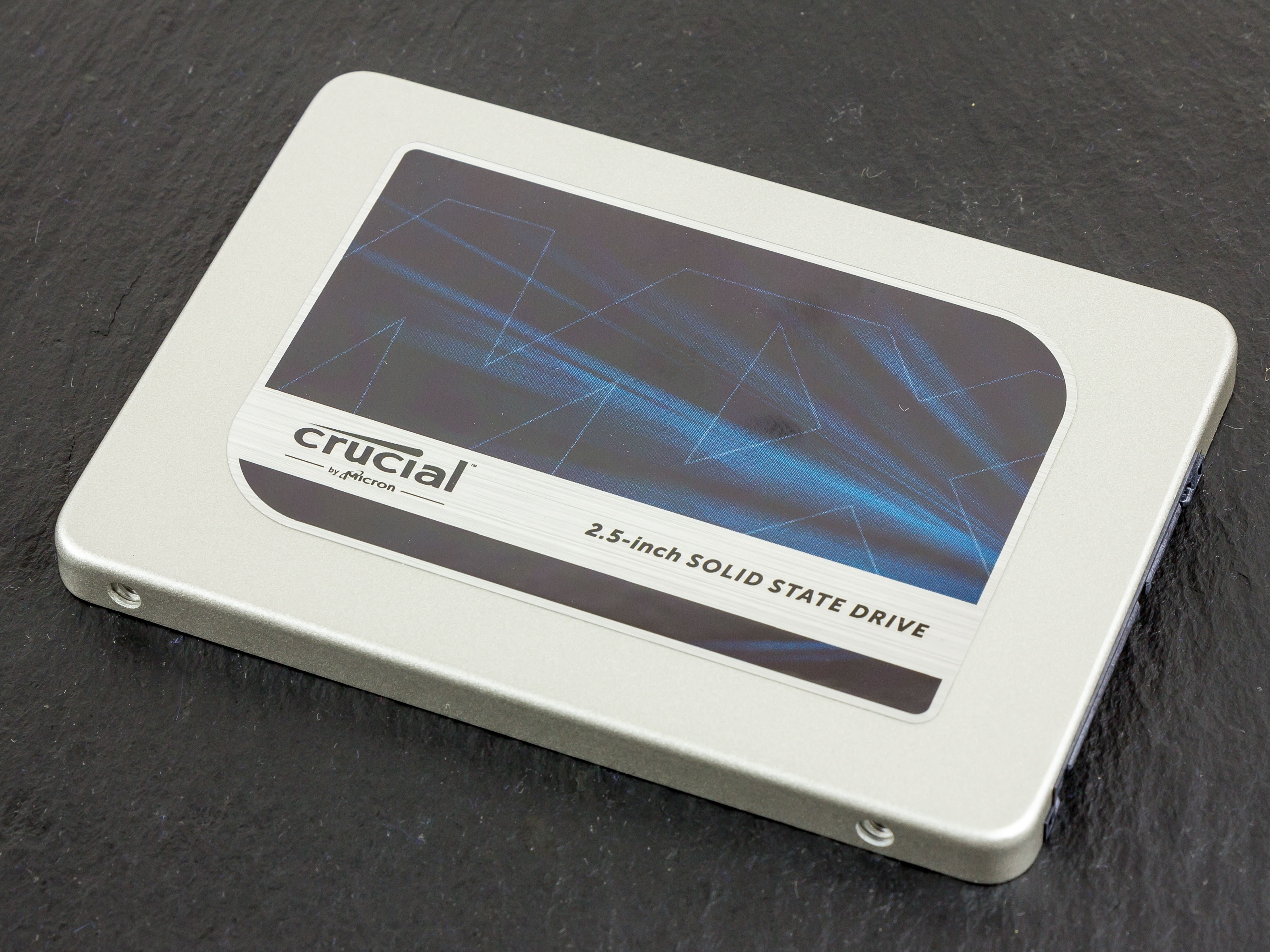
Crucial-branded 525GB solid state drive.

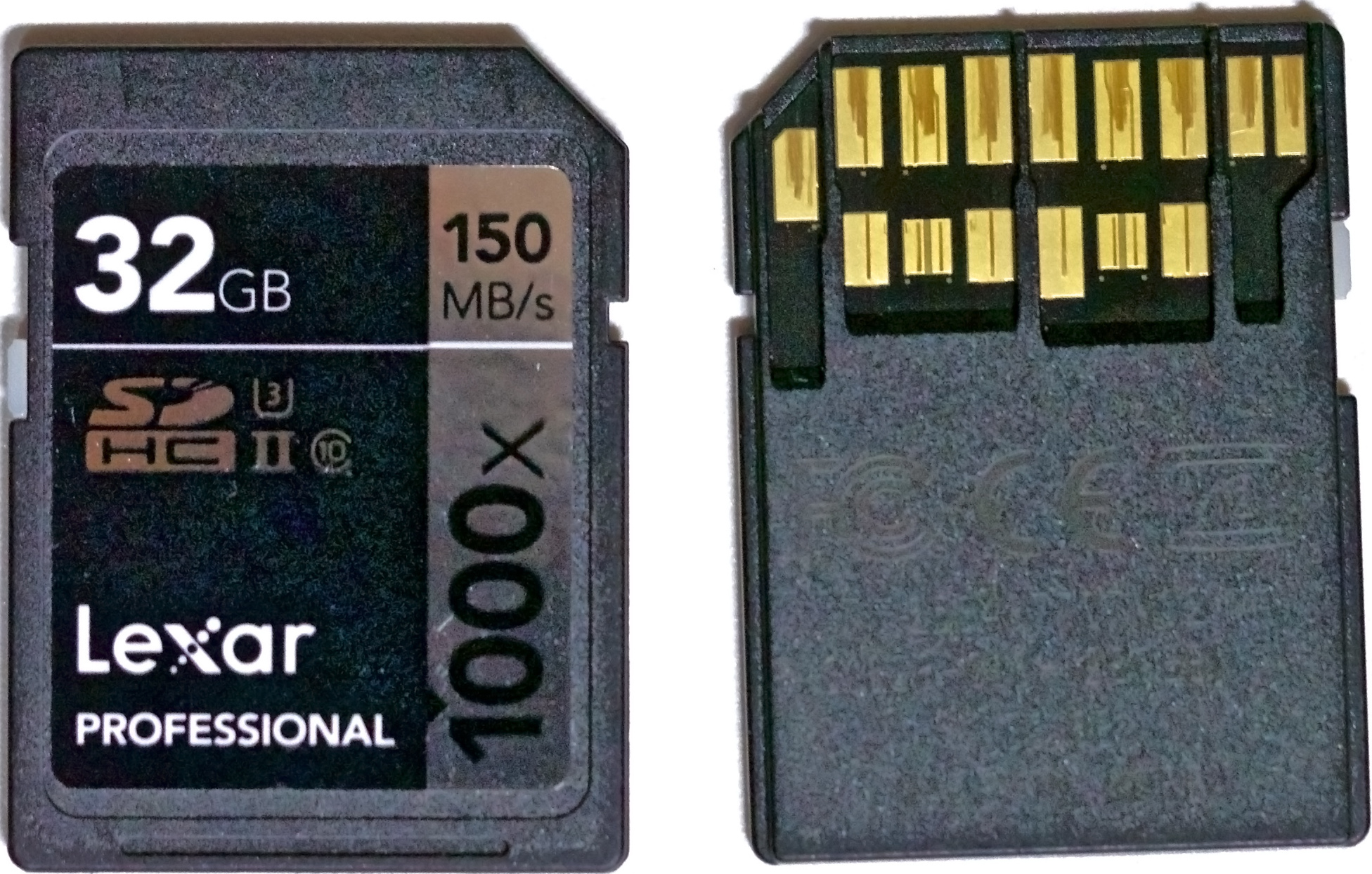
Lexar SDXC UHS-II memory card (front and back) manufactured while the company was owned by Micron.

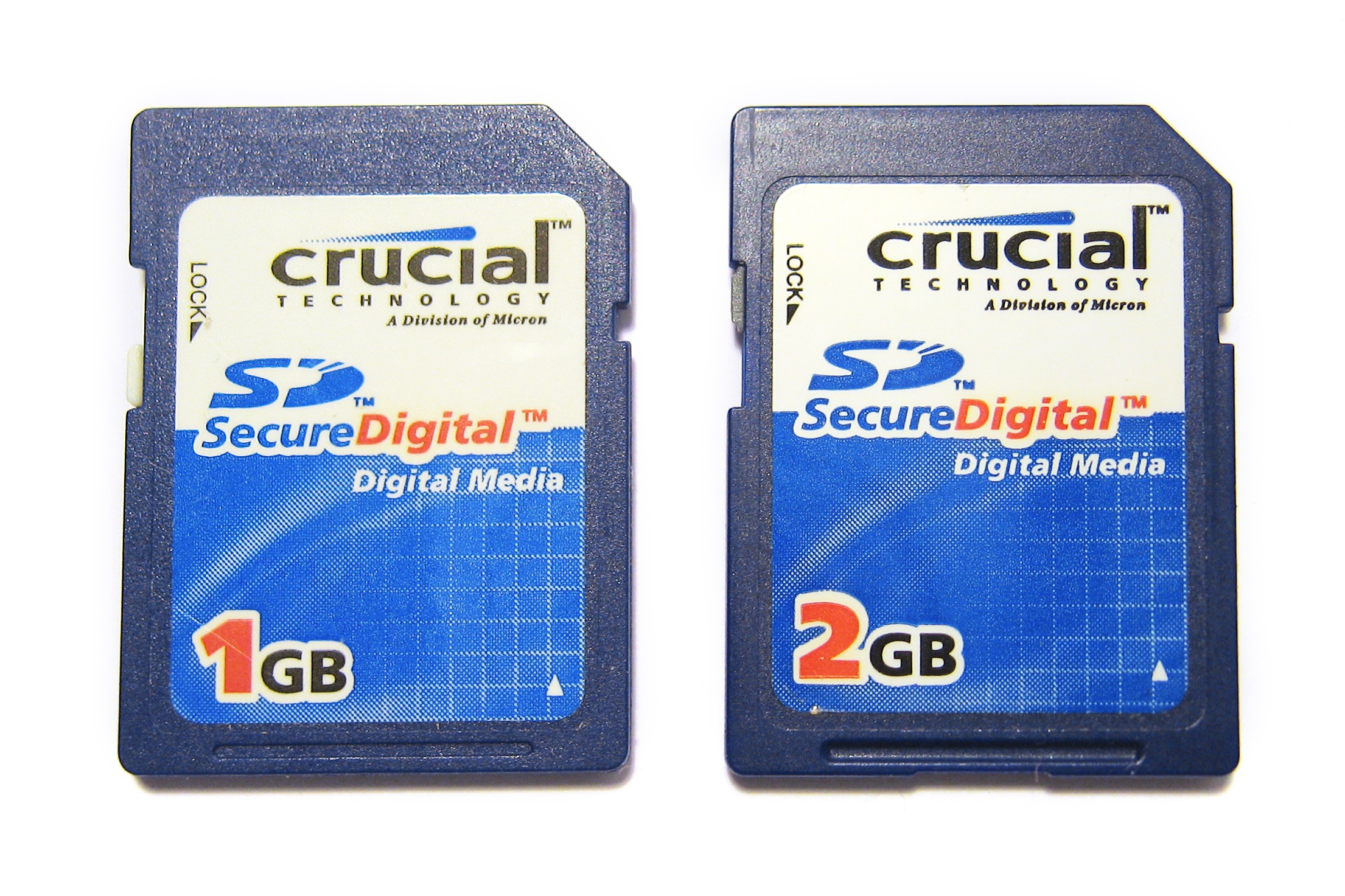
Crucial-branded SD memory cards from 2007.

1990年代初期，美光科技成立子公司Micron Computers（美光電腦）製造個人電腦，即後來的Micron Electronics（美光電子）。
1997年5月20日，在台灣成立「美商美光亞太科技股份有限公司台灣分公司」。
1998年，美光亦併購Rendition公司來製造3D加速晶片。
2002年，美光捲入記憶體價格操縱醜聞。
2008年3月，美光分拆其CMOS圖像傳感器事業部，推出的成像部門。
2009年7月，Aptina成像部門出售給TPG和Riverwood，而成為一個獨立私人持有的公司。美光仍是該公司的部分所有者。
2007年3月21日，首次在中國西安成立工廠，主要生產DRAM和NAND快閃記憶體。
2012年5月8日，已申請破產保護的爾必達（Elpida）公佈將與美光整合。7月2日，美光科技与尔必达签署收购协议。
2013年1月23日，成立「台灣美光晶圓記憶體」。7月31日，美光科技以20亿美元收购尔必达。
2016年11月9日，美光科技以41億美元收購尚未持有的台灣DRAM生產商華亞科技的67%股權並與其合併，而台灣台塑集團也藉由此次交易取得美光科技5.02% 股權。 11月10日，成立「台灣美光科技股份有限公司」。12月6日，華亞科技正式加入台灣美光，美光因此成為在台灣投資額最大的外資廠商。
2018年7月3日，美光的DRAM和NAND等产品由于侵犯联华电子的专利权，被禁止在中国大陆销售。
2023年3月31日，中国国家互联网信息办公室宣布，依据《中華人民共和國國家安全法》《中华人民共和国网络安全法》，将按照《网络安全审查办法》，对美光公司（Micron）在华销售产品实施网络安全审查。同年5月21日宣布，审查发现美光公司在华销售产品“存在较严重网络安全问题隐患”，网络安全审查办公室决定不予通过网络安全审查，中国国内的关键信息基础设施运营者应停止采购其产品。美国商务部同日声明表示“坚决反对毫无事实根据的禁令”。美光公司声明称，正在研究审查结论，期望继续与中国当局进行讨论。在此之后的同年10月，美光确认参加第六届中国国际进口博览会。美光在同年6月赴印度古吉拉特邦建設封裝測試廠，通過分散投資應對中國商貿環境與日俱增的風險。

## 旗下品牌
美光科技目前旗下品牌包括Crucial（英睿达）、Ballistix（铂胜）。

### Crucial
英睿达（Crucial）專注於銷售採用美光晶片與技術製造的電腦記憶體、隨身碟及固態硬碟產品，其中铂胜（Ballistix）系列擁有良好的超頻效能，故多被發燒友所採用。

### SpecTek
事必達（SpecTek）為美光科技的全資子公司，專門修復與篩選美光未通過測試的DRAM/快閃記憶體晶片並以其名義打標出售。

## 關係企業
- 美光於2009年分拆，生產應用於數位相機、手機等設備的CMOS感測器，2014年8月 安森美半导体完成收购Aptina Imaging Corp 。
- IM Flash：美光與英特爾公司於2005年底合資成立[16]，同樣製造快閃記憶體。